# SummerSlam 2003
SummerSlam 2003 è stata la sedicesima edizione dell'omonimo pay-per-view di wrestling, prodotto dalla World Wrestling Entertainment.
L'evento si è svolto il 24 agosto 2003 alla America West Arena di Phoenix.
La colonna sonora dell'evento è stata St. Anger dei Metallica.
Il match principale dell'evento, per quanto riguarda il roster di Raw, fu quello per il World Heavyweight Championship in un Elimination Chamber match tra il campione Triple H e gli sfidanti Chris Jericho, Goldberg, Kevin Nash, Randy Orton e Shawn Michaels, vinto da Triple H. Il match, tra l'altro, fu anche il main event dello show. Per quanto riguarda il roster di SmackDown!, il match principale fu per il WWE Championship tra il campione Kurt Angle e lo sfidante Brock Lesnar, vinto da Angle per sottomissione. Nei match presenti nell'undercard, Kane sconfisse Rob Van Dam in un No Holds Barred match e Eddie Guerrero sconfisse Chris Benoit, Rhyno e Tajiri mantenendo il WWE United States Championship in un Fatal 4-Way match.

## Storyline
La faida principale di SummerSlam, per quanto riguarda il roster di Raw, fu quella per il World Heavyweight Championship tra il campione Triple H e gli sfidanti Chris Jericho, Goldberg, Kevin Nash, Randy Orton e Shawn Michaels. Il tutto iniziò alla conferenza stampa del 22 luglio, nel quale l'allora general manager Eric Bischoff annunciò che Triple H avrebbe difeso il titolo contro Goldberg a SummerSlam. Nella puntata di Raw del 4 agosto, Eric Bischoff cambiò la stipulazione dell'incontro in una contesa senza squalifiche. Più tardi in serata, l'altro co-general manager Steve Austin, disse che Tirple H avrebbe dovuto difendere il titolo in un Elimination Chamber match contro Goldberg, Chris Jericho, Kevin Nash, Randy Orton, e Shawn Michaels. Nella puntata di Raw del 18 agosto, la rivalità tra i sei partecipanti si intensificò durante un'intervista, dove ogni wrestler parlava dell'Elimination Chamber match e scherniva gli altri partecipanti. Nel main event dello show, Orton affrontò Goldberg, Nash interferì durante la contesa e attaccò Goldberg. Successivamente Michaels arrivò nel ring per colpire Triple H con il World Heavyweight Championship, ma Jericho evitò il tutto, colpendo Michaels con una sedia d'acciaio.
Per quanto riguarda il roster di SmackDown!, la faida principale fu quella per il WWE Championship tra il campione Kurt Angle e lo sfidante Brock Lesnar. Il tutto iniziò nella puntata di SmackDown! del 31 luglio, durante un'intervista nel ring, Lesnar chiese una rivincita contro Angle. Il chairman Vince McMahon stabilì che Lesnar avrebbe avuto la sua rivincita contro lo stesso McMahon in uno Steel Cage match con Kurt Angle nel ruolo di arbitro speciale la settimana seguente. Lo Steel Cage match si concluse senza un vincitore di fatto in quanto Lesnar e McMahon attaccarono Angle. Nella puntata di SmackDown! del 14 agosto, McMahon annunciò che Angle avrebbe difeso il WWE Championship contro Lesnar a SummerSlam.
La faida secondaria del roster di Raw fu tra Kane e Rob Van Dam. Il tutto iniziò nella puntata di Raw del 23 giugno, quando Kane perse la maschera dopo essere stato sconfitto da Triple H e attaccò Van Dam con una chokeslam. Nella puntata di Raw del 7 luglio, Kane attaccò ancora una volta Van Dam. La settimana seguente, Eric Bischoff garantì a Van Dam un incontro contro Kane, che si svolse la settimana successiva a Raw senza un vincitore di fatto. Il 4 agosto, Shane McMahon stabilì che Kane avrebbe affrontato Van Dam in un No Holds Barred match a SummerSlam.
La faida secondaria del roster di SmackDown! fu quella per lo United States Championship tra il campione Eddie Guerrero e gli sfidanti Chris Benoit, Rhyno e Tajiri. La costruzione dell'incontro iniziò con due rivalità differenti, la prima quella tra Guerrero e Tajiri, e la seconda quella tra Benoit e Rhyno. Nella puntata di SmackDown! del 7 agosto, Guerrero affrontò Benoit, che si concluse senza un vincitore a causa delle interferenze di Rhyno e Tajiri. Per ristabilire l'ordine, uno degli ufficiali della WWE Sgt. Slaughter organizzò un tag team match tra il team di Guerrero e Benoit e quello di Rhyno e Tajiri, vinto da Guerrero e Benoit. La settimana successiva a SmackDown!, venne annunciato che Guerrero avrebbe difeso lo United States Championship contro Benoit, Rhyno e Tajiri in un Fatal 4-Way match a SummerSlam.

## Evento

### Sunday Night Heat
Prima della messa in onda dell'evento, Matt Hardy avrebbe dovuto affrontare Zach Gowen a Sunday Night Heat, ma a causa di un infortunio legittimo di Gowen riportato il 21 agosto a SmackDown!, Hardy fu dichiarato vincitore per forfeit.
Il secondo match che si svolse a Sunday Night Heat fu quello per il Cruiserweight Championship tra il campione Rey Mysterio e lo sfidante Shannon Moore, vinto da Mysterio dopo l'esecuzione della 619.

### Match preliminari
Il pay-per-view iniziò con un tag team match per il World Tag Team Championship tra i campioni in carica La Résistance (René Duprée e Sylvain Grenier) e i Dudley Boyz (Bubba Ray Dudley e D-Von Dudley). Per la maggior parte dell'incontro, entrambi i team usarono manovre offensive. I Dudley Boyz eseguirono una 3D su Duprée e durante lo schienamento di D-Von su Duprée, Rob Conway (che era travestito da cameraman) colpì D-Von con la telecamera mentre l'arbitro era distratto, permettendo a Duprée di schienare D-Von e mantenere il World Tag Team Championship.
Il secondo match fu la sfida tra The Undertaker e A-Train. La contesa fu equilibrata fino a quando The Undertaker ne prese il controllo. The Undertaker cercò di eseguire su A-Train un Tombstone Piledriver, che venne sventato da quest'ultimo e colpì l'arbitro nello stesso momento. The Undertaker eseguì la chokeslam su A-Train per poi schienarlo e vincere l'incontro.
Il match successivo fu quello tra Shane McMahon e Eric Bischoff. McMahon e Bischoff iniziarono il match nella rampa d'entrata, ciò permise a Jonathan Coachman di colpire McMahon con una sedia di acciaio. Bischoff prese il microfono e stabilì che l'incontro si sarebbe diventato un no disqualification falls count anywhere match. Coachman e Bischoff effettuarono un doppio attacco su McMahon fino all'arrivo di Steve Austin che li colpì con la Stone Cold Stunner. McMahon posizionò Bischoff sopra il tavolo dei commentatori colpendolo con un Leap of Faith che lo portò allo schienamento e la vittoria del match.
Il match che seguì fu il fatal four-way match valevole per lo United States Championship tra il campione Eddie Guerrero e gli sfidanti Chris Benoit, Rhyno e Tajiri. Il match iniziò con Guerrero contro Tajiri e Rhyno contro Benoit. Durante l'incontro Guerrero applicò il Lasso From El Paso su Tajiri, mentre Benoit eseguì la Crippler Crossface ai danni di Rhyno. Successivamente, Tajiri applicò la Tarantula su Benoit. La presa distrasse l'arbitro, permettendo a Guerrero di colpire Rhyno con lo United States Championship. Tajiri cercò di colpire Benoit con un Buzzsaw Kickick, che fu evitato da quest'ultimo. Ciò permise a Guerrero di eseguire il frog splash su Rhyno, ottenendo la vittoria e la detenzione del titolo degli Stati Uniti.

### Match principali
Il quinto match fu il main event del roster di SmackDown! valevole per il WWE Championship tra il campione Kurt Angle e lo sfidante Brock Lesnar. Nelle prime fasi della contesa, Lesnar cercò di abbandonare il ring, ma Angle lo riporto dentro. Angle eseguì molte manovre offensive, tra cui una DDT e una Angle Slam. Angle applicò l'Ankle Lock su Lesnar, da cui riuscì a liberarsi colpendo l'arbitro allo stesso tempo. Angle eseguì una guillotine choke su Lesnar facendolo cadere per poi eseguire un'altra Ankle Lock. Mr. McMahon, che era a bordo ring in favore di Lesnar, entro sul ring e colpì Angle con una sedia di acciaio. Lesnar tentò per due volte la F-5 su Angle, e al secondo tentativo, Angle rovesciò la mossa nella medesima Ankle Lock, riuscendo a farlo cedere ed a mantenere il WWE Championship.
Il match seguente fu il No Holds Barred match tra Kane e Rob Van Dam. Entrambi gli atleti usarono una scala per prendere vantaggio nella contesa. Dopo aver usato la scala contro Van Dam, Kane tentò di colpirlo con una flying clothesline, ma Van Dam is spostò e Kane colpì la barricata. Van Dam eseguì su di Kane il Rolling Thunder usando una sedia e provò poi a colpirlo con il Van Daminator senza successo. Van Dam cercò di effettuare una tecnica aerea ai danni di Kane, ma quest'ultimo lo prese a mezz'aria e eseguì il Tombstone Piledriver, ottenendo lo schienamento vincente.
Il main event di Raw e ultimo match del pay-per-view fu l'Elimination Chamber match per il World Heavyweight Championship tra il campione Triple H e gli sfidanti Chris Jericho, Goldberg, Kevin Nash, Randy Orton e Shawn Michaels. Jericho e Michaels iniziarono la contesa, mentre Goldberg, Nash, Orton e Triple H erano chiusi dentro le celle. Orton e Nash entrarono rispettivamente come terzo e quarto partecipante. Nash fu il primo a essere eliminato dopo essere stato colpito con la Sweet Chin Music da Michaels e schienato da Jericho. Triple H e Goldberg furono rispettivamente il quinto e sesto entrante. Michaels eseguì un'altra Sweet Chin Music su Triple H mentre quest'ultimo stava uscendo dalla cella. Dopo essere entrato, Goldberg eliminò Orton per schienamento dopo l'esecuzione della spear. Successivamente, Goldberg eseguì il Jackhammer sia su Michaels sia su Jericho eliminando entrambi per schienamento. Gli ultimi due furono Triple H e Goldberg, Ric Flair (a bordo ring in favore sia di Triple H sia di Orton), passò un martello a Triple H che uso per colpire Goldberg mentre quest'ultimo era in procinto di eseguire la spear e lo schienò mantenendo il World Heavyweight Championship. Dopo il match, Triple H, Orton e Flair attaccarono Goldberg ferendolo con ripetuti colpi di martello, terminando la messa in onda dell'evento.

## Conseguenze
Durante la puntata di Raw successiva a SummerSlam, Goldberg sfidò Triple H in un altro match per il World Heavyweight Championship. Il match si svolse a Unforgiven con la stipulazione che predeva in caso di sconfitta Goldberg si sarebbe dovuto ritirare, quest'ultimo sconfisse Triple H vincendo il titolo. Dopo SummerSlam, Kurt Angle focalizzò la sua attenzione su The Undertaker, che affrontò per il WWE Championship nella puntata di SmackDown! del 4 settembre. Il match si concluse senza un vincitore di fatto in quanto Brock Lesnar attaccò entrambi con una sedia. Questo atto portò all'Iron Man match per il WWE Championship tra Angle e Lesnar, vinto da quest'ultimo sul punteggio di cinque a quattro.

## Risultati
| #    | Incontri                                                                                    | Stipulazioni                                                    | Durata |
| ---- | ------------------------------------------------------------------------------------------- | --------------------------------------------------------------- | ------ |
| Heat | Rey Mysterio (c) ha sconfitto Shannon Moore                                                 | Single match per il WWE Cruiserweight Championship              | 02:03  |
| 1    | La Résistance (c) ha sconfitto The Dudley Boyz                                              | Tag team match per il World Tag Team Championship               | 07:49  |
| 2    | The Undertaker ha sconfitto A-Train (con Sable)                                             | Single match                                                    | 09:19  |
| 3    | Shane McMahon ha sconfitto Eric Bischoff                                                    | Falls count anywhere match                                      | 10:36  |
| 4    | Eddie Guerrero (c) ha sconfitto Chris Benoit, Rhyno e Tajiri                                | Fatal four-way match per il WWE United States Championship      | 10:50  |
| 5    | Kurt Angle (c) ha sconfitto Brock Lesnar per sottomissione                                  | Single match per il WWE Championship                            | 20:48  |
| 6    | Kane ha sconfitto Rob Van Dam                                                               | No holds barred match                                           | 12:49  |
| 7    | Triple H (c) ha sconfitto Chris Jericho, Goldberg, Kevin Nash, Randy Orton e Shawn Michaels | Elimination chamber match per il World Heavyweight Championship | 19:12  |

### Elimination chamber match
| N° eliminazione | Wrestler       | N° ingresso | Eliminato da  | Metodo di eliminazione       | Tempo |
| --------------- | -------------- | ----------- | ------------- | ---------------------------- | ----- |
| 1°              | Kevin Nash     | 4°          | Chris Jericho | Sweet Chin Music di Michaels | 08:05 |
| 2°              | Randy Orton    | 3°          | Goldberg      | Spear                        | 13:01 |
| 3°              | Shawn Michaels | 2°          | Goldberg      | Jackhammer                   | 15:19 |
| 4°              | Chris Jericho  | 1°          | Goldberg      | Jackhammer                   | 16:03 |
| 5°              | Goldberg       | 6°          | Triple H      | Colpo di martello            | 19:12 |
| Vincitore       | Triple H (c)   | 5°          | —             | —                            | —     |